# Punto Omega
Punto Omega è un termine coniato dallo scienziato gesuita francese Pierre Teilhard de Chardin per descrivere il massimo livello di complessità e di coscienza verso il quale sembra che l'universo tenda nella sua evoluzione. Teilhard de Chardin postula la somiglianza di Punto Omega con il Logos cristiano: Cristo che accoglie tutte le cose in Sé. L'idea del Punto Omega è stata ripresa in scritti successivi, come quelli di John David Garcia (1971), Paolo Soleri (1981), Frank Tipler (1994) e Juergen Schmidhuber (2018).

## Descrizione
Secondo la teoria che Teilhard de Chardin ha chiamato legge di complessità e coscienza, l'universo è in costante evoluzione verso livelli più elevati di complessità e di coscienza che vanno dalla geosfera, alla biosfera e alla noosfera. Per Teilhard de Chardin l'universo, se è attratto da un punto supremo di complessità e coscienza, non può che muoversi nella direzione di una crescente complessità e di una crescente coscienza.
Per questo Teilhard de Chardin postula il concetto di “Punto Omega” come il punto supremo di complessità e di coscienza, che non è solo il punto di arrivo del processo evolutivo, ma la causa per la quale l'universo si muove nella direzione della complessità e della coscienza. In altre parole, il Punto Omega è il massimo della complessità e della coscienza ed è indipendente dall'universo che si evolve: il Punto Omega è dunque trascendente.
Interpretando l'universo secondo questi criteri, Teilhard de Chardin collocò il Punto Omega all'interno dell'ortodossia del Dio Cristiano, che è trascendente rispetto al creato. Per Teilhard de Chardin il Punto Omega è il Logos ossia Gesù Cristo, il quale è “Dio da Dio”, “Luce da Luce”, “Dio vero da Dio vero” e “attraverso di Lui tutte le cose furono create” (Gv. 1).

### I cinque attributi
Nel libro Il fenomeno umano (Le Phénomène Humain, 1955), Teilhard de Chardin descrive i cinque attributi del Punto Omega:
- è sempre esistito - solo in questo modo si può spiegare l'evoluzione dell'universo verso livelli elevati di coscienza
- deve essere personale – una persona e non un'idea astratta; la maggiore complessità della materia non ha solo portato a più elevate forme di coscienza, ma ad una maggiore personalizzazione, della quale gli esseri umani sono le forme più elevate di “personalizzazione” dell'universo. Essi sono completamente “individualizzati”, liberi centri di attività. È in questo senso che si dice che l'uomo è stato fatto a immagine di Dio, il quale è la più elevata forma di personalità. Teilhard de Chardin sostiene espressamente che il Punto Omega, quando l'universo attraverso l'unificazione diventerà Uno, non si assisterà all'eliminazione delle persone, ma alla super-personalizzazione di esse. La personalità sarà infinitamente più ricca. Ciò perché il Punto Omega unisce il creato, e più esso unisce, più l'universo diventa complesso e accresce la propria coscienza. Così come Dio crea, l'universo si evolve verso più elevate forme di complessità, coscienza e, infine, con gli esseri umani, di personalità perché Dio, attraendo l'universo verso di Sé, è una Persona.
- deve essere trascendente – il Punto Omega non costituisce il risultato della complessità e della coscienza. Esso esiste prima dell'evoluzione dell'universo, perché il Punto Omega è la causa dell'evolvere dell'universo verso la maggiore complessità, coscienza e personalità. Ciò essenzialmente significa che il Punto Omega si trova all'esterno del contesto in cui si evolve l'universo, perché è a causa della sua attrazione magnetica che l'universo tende ad esso (similmente al concetto aristotelico di “causa finale” o “atto”: quest’ultimi si verificano dopo, nell’ordine temporale, ma precedono ogni cosa esistente “in potenza”, da un punto di vista metafisico ed ontologico)
- deve essere autonomo – libero da limitazioni di spazio e di tempo.
- deve essere irreversibile – cioè deve offrire la possibilità di essere raggiunto.